# Asura gabunica
Asura gabunica är en fjärilsart som beskrevs av Holland 1893. Asura gabunica ingår i släktet Asura och familjen björnspinnare. Inga underarter finns listade i Catalogue of Life.